# Jason Liebrecht
Ernesto Jason Liebrecht es un actor de voz estadounidense que ha brindado voces para una serie de versiones en inglés de series de anime japonés y videojuegos producidos por Funimation / OkraTron 5000 y ADV Films. Algunos de sus papeles principales incluyen Lavi y El Conde Milenario en D.Gray-man, Syaoran en Tsubasa: Reservoir Chronicle y en Sakura, cazadora de cartas, Rob Lucci en el doblaje de Funimation de One Piece, Tapion en Dragon Ball Z: El Ataque del Dragón, Hei en Darker than Black y Yato en la serie Noragami.

## Filmografía

### Animación
| Año           | Título | Papel        | Notas              | Fuente |
| ------------- | ------ | ------------ | ------------------ | ------ |
| 2019–presente | RWBY   | Qrow Branwen | Volumen 7–presente |        |

### Acción real
| Año  | Título | Papel | Notas      | Fuente |
| ---- | ------ | ----- | ---------- | ------ |
| 2006 | Home   | Bobby |            | [ 2 ]  |
| 2016 | Day 5  | Colin | Series web | [ 3 ]  |

### Videojuegos
| Año  | Título                             | Papel                                                | Notas                   | Fuente |
| ---- | ---------------------------------- | ---------------------------------------------------- | ----------------------- | ------ |
| 2006 | Dragon Ball Z: Budokai Tenkaichi 2 | Tapion                                               |                         | [ 4 ]  |
| 2007 | Dragon Ball Z: Budokai Tenkaichi 3 | Tapion                                               |                         | [ 4 ]  |
| 2008 | The Last Remnant                   | Lord David Nassau                                    | Como E. Jason Liebrecht |        |
| 2009 | Street Fighter IV                  | Abel                                                 |                         | [ 4 ]  |
| 2009 | Star Ocean: The Last Hope          | Faize Sheifa Beleth, Heinz                           |                         | [ 4 ]  |
| 2010 | Super Street Fighter IV            | Abel                                                 |                         | [ 4 ]  |
| 2010 | Dragon Ball Z: Tenkaichi Tag Team  | Jeice                                                |                         | [ 4 ]  |
| 2010 | Dragon Ball: Raging Blast          | Jeice                                                |                         | [ 4 ]  |
| 2011 | DC Universe Online                 | Bane, Eclipso, Hawkman                               |                         | [ 4 ]  |
| 2011 | Dragon Ball Z: Ultimate Tenkaichi  | Jeice                                                |                         | [ 4 ]  |
| 2012 | Street Fighter X Tekken            | Abel                                                 |                         | [ 4 ]  |
| 2012 | Borderlands 2                      | Mordecai                                             |                         | [ 4 ]  |
| 2013 | Aliens: Colonial Marines           | Quintaro, Marines                                    |                         | [ 4 ]  |
| 2013 | Shadow Warrior                     | Lo Wang                                              |                         | [ 5 ]  |
| 2014 | Smite                              | Ah Muzen Cab                                         |                         | [ 4 ]  |
| 2014 | Tales from the Borderlands         | Mordecai                                             |                         | [ 4 ]  |
| 2016 | Street Fighter V                   | Abel, Anunciador de anillos, Soldado de shadaloo (H) |                         | [ 4 ]  |
| 2016 | Shadow Warrior 2                   | Lo Wang                                              |                         | [ 6 ]  |
| 2017 | Dragon Ball Xenoverse 2            | Champa, Tapion                                       | DLC                     | [ 4 ]  |